# Saint-Amand, Pas-de-Calais
Saint-Amand là một xã ở tỉnh Pas-de-Calais, vùng Hauts-de-France, Pháp.

## Địa lý
Saint-Amand có cự ly khoảng 27 dặm (43 km) về phía tây bắc Arras, tại giao lộ của các tuyến đường D15 và D16.

## Dân số
| 1962                                                         | 1968 | 1975 | 1982 | 1990 | 1999 | 2006 |
| ------------------------------------------------------------ | ---- | ---- | ---- | ---- | ---- | ---- |
| 191                                                          | 192  | 174  | 157  | 176  | 164  | 158  |
| Số liệu điều tra dân số từ năm 1962, dân số chỉ tính một lần |      |      |      |      |      |      |

## Địa điểm nổi bật
- Nhà thờ St.Amand, thế kỷ 16.